# Pristimantis bellator
Pristimantis bellator es una especie de anfibio anuro de la familia Craugastoridae.

## Distribución geográfica
Esta especie es endémica del noroeste de Perú. Se encuentra entre los 1900 y 3100 m sobre el nivel del mar en la Cordillera de Huancabamba en:
- Carmen de la Frontera en la provincia de Huancabamba en la región de Piura;
- Tabaconas en la provincia de San Ignacio en la región de Cajamarca.

## Publicación original
- Lehr, Aguilar, Siu-Ting & Jordan, 2007: Three new species of Pristimantis (Anura: Leptodactylidae) from the Cordillera de Huancabamba in northern Peru. Herpetologica, vol. 63, n.º 4, p. 519-536[6]